# Лео Вудалл
Лео Вінсент Вудалл (англ. Leo Vincent Woodall; нар. 14 вересня 1996, Лондон, Англія, Велика Британія) — британський актор. Отримав визнання завдяки ролям у другому сезоні сатиричного телесеріалу-антології HBO «Білий лотос» (2022) і в романтичному драматичному мінісеріалі Netflix «Один день» (2024). Відтоді зіграв головну роль у мінісеріалі у жанрі трилер «Перша мета» від Apple TV+ та романтичній комедії «Бріджит Джонс: Закохана у хлопця».

## Молодість й освіта
Народився в Шепердс-Буші, Західний Лондон в родині акторів: його батько Ендрю, вітчим і бабуся — актори. Батьки познайомилися в театральній школі. За його словами, він — нащадок акторки Максін Елліотт.
Навчався у школі Шене. Спочатку хотів побудувати спортивну кар'єру, але після перегляду серіалу «Гострі картузи» вирішив розвивати акторські здібності. 2019 року здобув ступінь бакалавра мистецтв в Arts Educational School.

## Кар'єра
2019 року дебютував на телебаченні у гостьовій ролі в епізоді медичної мильної опери BBC One «Голбі-Сіті». Також з'явився в короткометражному фільмі «Man Down». Того літа його обрали серед 28 000 претендентів на роль у повнометражному фільмі «Кочівник». Фільмування проходили більш ніж у 20 країнах.
Дебютував у повнометражному фільмі братів Руссо «Загублене серце». Зіграв Адріана Івашкова в серіалі «Академія вампірів» стримінгового сервісу Peacock. Приєднався до основного складу другого сезону телесеріалу-антології «Білий лотос» HBO у ролі Джека, молодого чоловіка з Ессекса. Під час підготовки до ролі адаптував акцент персонажа, переглядаючи відео телеведучого Джоуї Ессекса. 2023 року журнал «Screen International» назвав його «майбутньою зіркою». 2023 року виконував повторювану роль у серіалі «Цитадель» Amazon Prime.
2024 року зіграв свою першу головну роль Декстера Мейг'ю разом з Амбікою Мод в серіалі «Один день», екранізації однойменного роману Девіда Ніколлса Netflix. Серіал розповідає про двох молодих людей, які стають найкращими друзями після платонічного роману на одну ніч. Окрім позитивного сприйняття серіалу, Вудолл отримав визнання критиків за свою гру. Прома Хосла для «IndieWire», описала його як «особливо нищівного» і додала, що він стане «торнадо харизми з постійною, але не самовдоволеною посмішкою та жеврінням ромкому». Роль стала проривною у кар'єрі Вудалла.
2025 року зіграв головну роль математика в серіалі «Головна ціль» від Apple TV+ і знявся в «Бріджит Джонс: Закохана у хлопця» з Рене Зеллвегер, у ролі Роксстера, молодого та нахабного нового кохання Джонс.

## Фільмографія
| Рік  |   | Українська назва                 | Оригінальна назва                | Роль                                             |
| ---- | - | -------------------------------- | -------------------------------- | ------------------------------------------------ |
| 2019 | с | Голбі-Сіті                       | Holby City                       | Джейк Рідер (Епізод: «Things My Mother Told Me») |
| 2021 | ф | Загублене серце                  | Cherry                           | Роджерс                                          |
| 2022 | с | Академія вампірів                | Vampire Academy                  | Адріан Івашков (2 епізоди)                       |
| 2022 | с | Білий лотос                      | The White Lotus                  | Джек (2-й сезон)                                 |
| 2023 | с | Цитадель                         | Citadel                          | Дюк (2-й сезон)                                  |
| 2024 | с | Один день                        | One Day                          | Декстер (14 епізодів)                            |
| 2025 | с | Ціль номер один                  | Prime Target                     | Едвард Брукс (8 епізодів)                        |
| 2025 | ф | Бріджит Джонс: Закохана у хлопця | Bridget Jones: Mad About the Boy | Роксстер Макдафф                                 |
| 2025 | ф | Нюрнберг                         | Nuremberg                        | сержант Хові Трієст                              |
|      | ф | Кочівник                         | Nomad                            | Бен                                              |